# La noche de los tiempos
La noche de los tiempos és una novel·la de l'escriptor espanyol Antonio Muñoz Molina publicada en 2009.

## Argument
Narrada sobre la tècnica de flashback, la novel·la se centra en la sortida d'Espanya de l'arquitecte Ignacio Abel amb destinació a una universitat nord-americana (en la qual ha estat contractat pel magnat Philip Van Daurin per dissenyar la nova biblioteca) en el mes d'octubre de 1936, intercalant els seus propis records, des del punt de vista omniscient de la història de la seva vida: Des dels seus orígens humils com a fill d'un mestre d'obra en el Madrid de principis de segle xx, al seu ascens en l'escala social, gràcies als seus estudis, el seu treball en les obres de la Ciutat Universitària de Madrid i el seu matrimoni amb Adela, una dona major que ell, pertanyent a una família acomodada i de tradició catòlica i conservadora, que li va donar dos fills (Lita i Miguel), així com la seva aventura amorosa amb la nord-americana Judith Biely iniciat a la fi de 1935 i que es veu abruptament interromput el 19 de juliol de 1936, amb l'esclat de la Guerra Civil Espanyola. L'obra recrea les primeres setmanes del conflicte tal com es van viure a la ciutat de Madrid.